# Gungnyeo

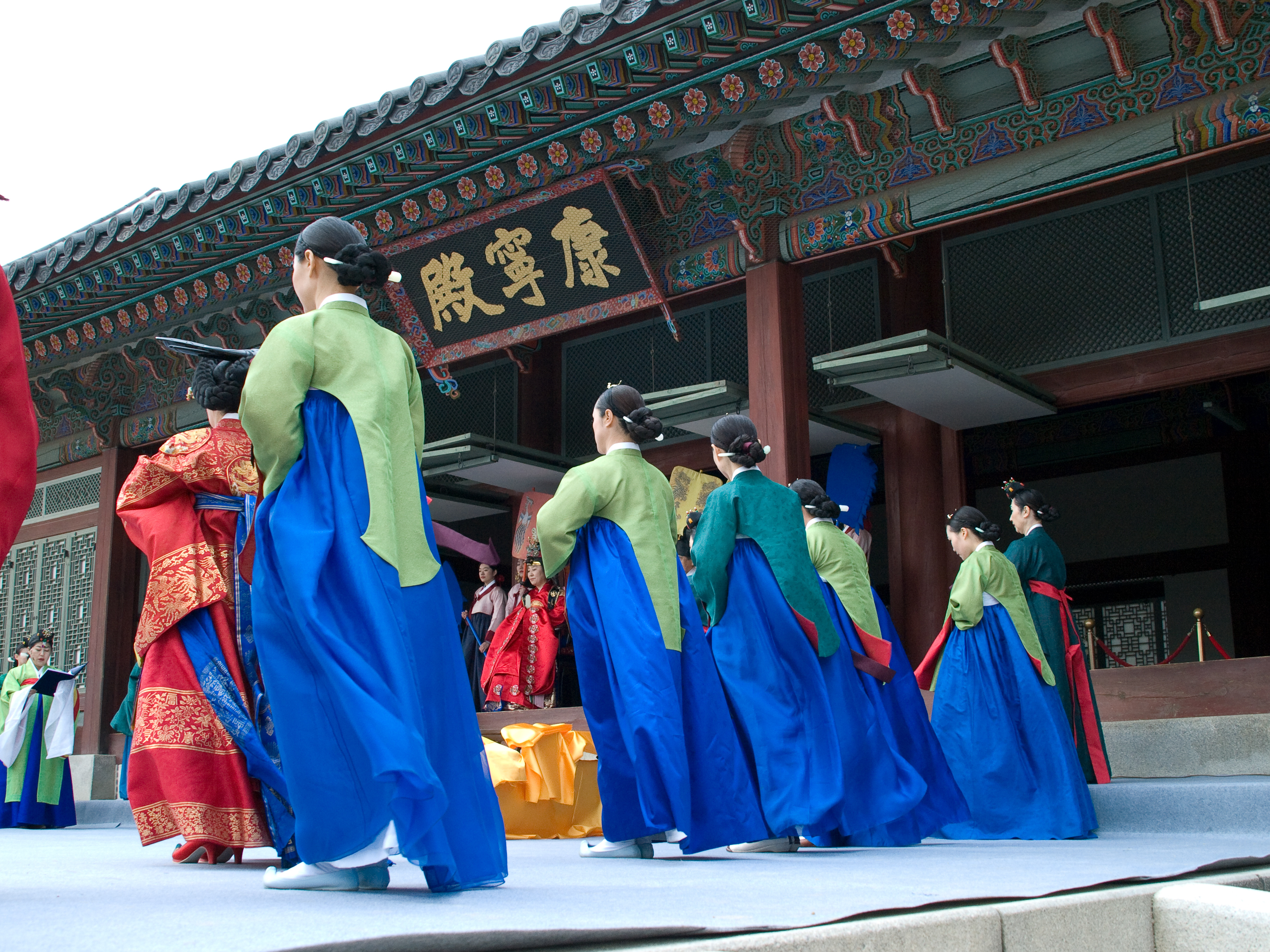
Kvinnor klädda som Gungnyeo i en historisk återgivning under en festival i modern tid.

Gungnyeo ("palatskvinna") var ett historiskt koreanskt yrke. En gungnyeo var en kvinnlig hovfunktionär, en hovdam. Det var ett samlingsnamn på flera hovfunktionärer, såsom sanggung (palatsföreståndarinna) och nain (assisterande hovdam), som båda räknades som ämbetshavare, samt vidare musuri (pigor), gaksimi, sonnim, uinyeo (läkare). 
Gungnyeo omnämns före Joseondynastins tid vid makten, men reglerades i ett fast system år 1428. Det fanns ett stort antal olika klasser av gungnyeo uppdelade på olika uppgifter vid hovet, fördelade på de olika hushållen som tillhörde medlemmarna av kungahuset, alla med sin egen status och avlöning. Alla gungnyeo, oavsett status, var ursprungligen slavar, valda ur överklassens hushåll, ofta på rekommendation. De levde hela sitt liv inom palatset, och lämnade det normalt sett inte förrän de var döende, eftersom ingen förutom medlemmar ur kungahuset fick dö inom palatsmurarna.   